# Anatolij Petrovič Bugorskij
Anatolij Petrovič Bugorskij (in russo Анатолий Петрович Бугорский?; Oblast' di Orël, 25 giugno 1942) è un fisico russo.

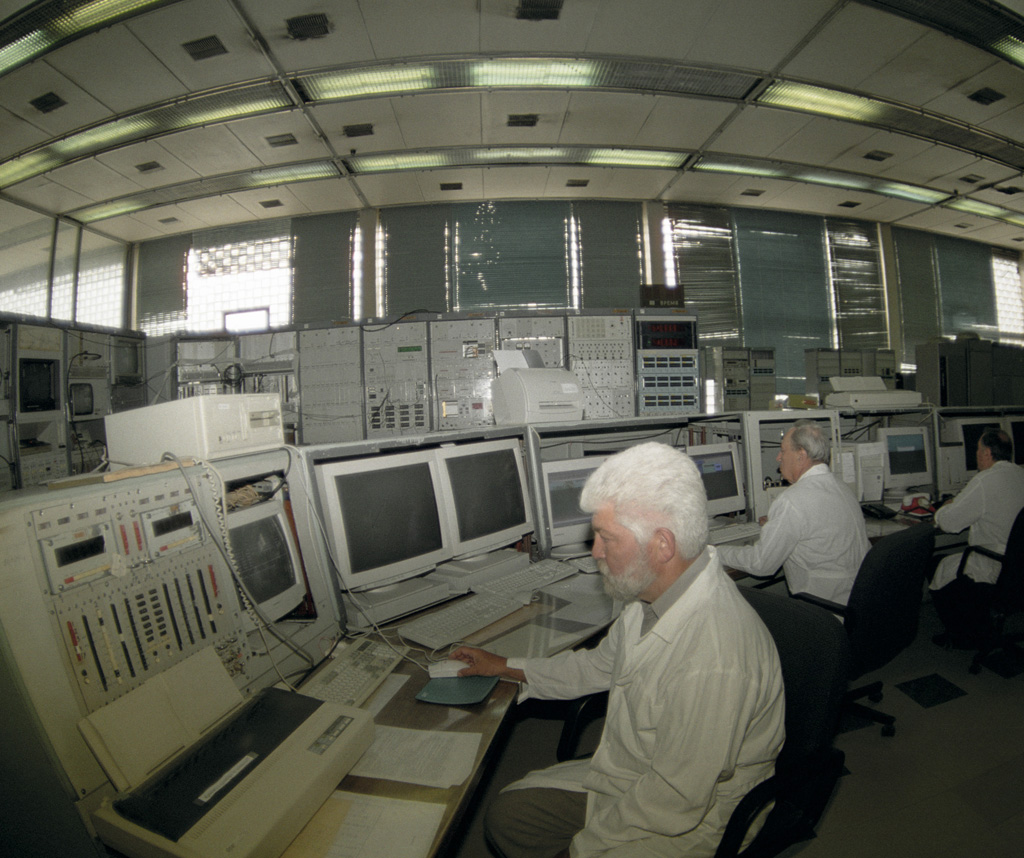
La sala di controllo del sincrotrone U-70 presso l'Istituto di fisica delle alte energie di Protvino.

È noto per essere sopravvissuto a un incidente avvenuto nel 1978 nell'acceleratore di particelle U-70, presso il quale lavorava, quando un fascio di protoni ad alta energia gli attraversò il cervello.

## Biografia

### L'incidente
Dopo essersi laureato all'Istituto di ingegneria fisica di Mosca, Bugorskij fu assunto come ricercatore presso l'Istituto di fisica delle alte energie di Protvino, a circa 100 km da Mosca, dove lavorava in particolare presso il più grande acceleratore di particelle dell'Unione Sovietica, il sincrotrone U-70. Il 13 luglio 1978, Bugorskij si recò nell'area dove era presente il tunnel all'interno di cui veniva fatto passare un fascio di protoni ad alta energia per controllare un'apparecchiatura malfunzionante. Prima di muoversi dalla sua postazione, il fisico sovietico aveva avvisato i tecnici dell'acceleratore di sospendere le attività da lì a 5 minuti e quindi si incamminò verso l'area, la cui porta di entrata si bloccava automaticamente in caso di esperimenti in corso, fatto che era anche segnalato da una lampadina rossa accesa.
Quella mattina, però, la lampadina era fulminata e il blocco automatico della porta era stato disattivato, così Bugorskij, che aveva impiegato meno di 5 minuti per raggiungere il locale, entrò e si accinse a riparare il guasto infilando la testa nel tunnel all'interno di cui veniva fatto passare il fascio di protoni. Il fascio, sparato con un'energia pari a 76 GeV, passò attraverso la parte posteriore della testa di Bugorskij, attraversandogli i lobi occipitale e temporale del cervello, quindi l'orecchio medio sinistro e infine uscendogli dal lato sinistro del naso. Secondo quanto riferito dallo stesso Bugorskij, l'uomo, che ricevette una dose di radiazioni pari a 200 000-300 000 röntgen, vide un lampo "più luminoso di mille soli", ma non sentì alcun dolore. Nonostante si fosse reso conto della gravità di ciò che gli era appena accaduto, Bugorskij continuò a lavorare sull'apparecchiatura malfunzionante e inizialmente decise di non dire a nessuno cosa gli fosse successo.

### Conseguenze
Durante la notte seguente all'incidente, la metà sinistra del viso di Bugorskij si gonfiò in maniera allarmante e, nei giorni successivi, quando l'uomo si era già rivolto al medico, la pelle iniziò a staccarsi, rivelando il percorso che il fascio di protoni aveva seguito attraversandogli la testa e bruciando sia le ossa, sia il tessuto cerebrale sottostante. Dal canto loro, i medici, ritenendo che l'uomo avesse ricevuto una dose di radiazioni ben superiore alla soglia fatale, decisero di ricoverarlo in una clinica di Mosca in cui osservare il decorrere della patologia da radiazioni e quindi, di fatto, aspettando il sopravvenire della morte. Tuttavia, Bugorskij sopravvisse, concluse il dottorato di ricerca nel 1980 e continuò l'attività di fisico delle particelle, senza aver riportato praticamente alcun danno alla capacità intellettuale, ma riportando comunque alcuni danni fisici, come la completa perdita dell'udito dall'orecchio sinistro e la paralisi della parte sinistra del viso dovuta alla distruzione dei nervi. Negli anni successivi l'uomo ha vissuto una vita del tutto normale, tranne episodi di convulsioni focali e crisi tonico-cloniche che, inizialmente solo occasionale se non rare, sono diventate via via più frequenti.
Bugorskij tornò al lavoro dopo 18 mesi, continuando a lavorare come fisico presso lo stesso istituto di fisica delle alte energie, occupandosi del coordinamento dei vari esperimenti. A causa della politica dell'Unione Sovietica di mantenere la segretezza su tutte le questioni relative all'energia nucleare, Bugorskij non parlò mai in pubblico dell'incidente per oltre un decennio, continuando a sottoporsi a esami due volte all'anno presso una clinica moscovita specializzata nel trattamento di avvelenamenti da radiazioni. Nel 1996 l'uomo ha chiesto che gli venisse riconosciuto lo status di disabile, il che gli avrebbe permesso di ricevere gratuitamente i farmaci per l'epilessia, tuttavia il governo respinse la richiesta, anche perché le vittime di "incidenti radioattivi", come definiti dalle autorità russe, sono riconosciuti solo a partire dal 1986, anno del disastro di Černobyl'. Inoltre, la cartella clinica dell'uomo non reca alcun cenno alla natura "nucleare" dell'incidente, proprio a causa della censura esistente all'epoca dei fatti.
Si ritiene che il motivo per cui Bugorskij non sia morto sia da ricercare nel pressoché nullo potere frenante esercitato dalla testa dell'uomo sul fascio di protoni che l'ha colpito. Bugorskij è stato quindi sottoposto a radiazioni solo per la frazione di secondo che il raggio ha impiegato ad attraversargli il cranio e, per di più, la zona direttamente interessata è stata eccezionalmente piccola e circoscritta (il raggio aveva una sezione di 2×3 mm). Ciò nonostante, è altresì vero che il fascio di particelle che ha colpito Bugorskij ha fatto sì che la dose assorbita, ossia la quantità di energia da lui ricevuta a seguito dell'esposizione alle radiazioni, fosse circa 2 000 gray, ossia centinaia di volte superiore alla dose ritenuta letale (la LD50 è 5 gray, la LD99 è 8 gray). Anche in virtù di questo fatto, l'uomo si è offerto a diversi centri di ricerca occidentali perché lo usassero come caso di studio. Tuttavia, sempre stando alle dichiarazioni dell'uomo, le pessime condizioni economiche in cui versa, anche a causa dei soprusi esercitati dal governo russo sugli ex scienziati sovietici, come da lui descritti, non gli consentono di lasciare la Russia.